# Seznam guvernerjev Oklahome
Seznam guvernerjev Oklahome.
- Charles N. Haskell Demokrat 1907-1911
- Lee Cruce Demokrat 1911-1915
- R. L. Williams Demokrat 1915-1919
- James B. A. Robertson Demokrat 1919-1923
- John C. Walton Demokrat 1923-1923
- Martin E. Trapp Demokrat 1923-1927
- Henry S. Johnston Demokrat 1927-1929
- William J. Holloway Demokrat 1929-1931
- William H. Murray Demokrat 1931-1935
- Ernest W. Marland Demokrat 1935-1939
- Leon C. Phillips Demokrat 1939-1943
- Robert S. Kerr Demokrat 1943-1947
- Roy J. Turner Demokrat 1947-1951
- Johnston Murray Demokrat 1951-1955
- Raymond D. Gary Demokrat 1955-1959
- J. Howard Edmondson Demokrat 1959-1963
- George Nigh Demokrat 1963-1963
- Henry Bellmon Republikanec 1963-1967
- Dewey F. Bartlett Republikanec 1967-1971
- David Hall Demokrat 1971-1975
- David L. Boren Demokrat 1975-1979
- George Nigh Demokrat 1979-1987
- Henry Bellmon Republikanec 1987-1991
- David Walters Demokrat 1991-1995
- Frank Keating Republikanec 1995-2003
- Brad Henry Demokrat 2003-